# Иван Јагодић
Иван Јагодић (Петровград, 7. мај 1936 — Београд, 14. јул 2010) био је српски позоришни и филмски глумац. Умро је у 74. години.

## Биографија
Иван Јагодић преко оца Николе, води порекло из Орловата у Банату. Деда Стеван Петров (1879—1939) ратар из Орловата, оженио је Стану Јагодић из Томашевца. Њихов син Никола Јагодић који је био по занимању колар, а радио као трговачки агент у Великом Бечкереку, добио је презиме по мајци. Деда Стева је променио своју стару славу Св. Арханђела Михајла, и почео славити Св. Јована.
Иван је рођен и живео у младости у граду на Бегеју. Исте године када је рођен, град је променио име од Великог Бечкерека у Петровград. Породична кућа била је у Пупиновој улици, поред Главне градске поште. Као младић Иван или "Крампи" како су га звали био је спортски тип, висок, атлетски развијен бавио се ватерполом на градском купалишту на Бегеју - "Бранковану". Спада међу прве играче зрењанинског ватерполо клуба "Пролетер". Био је ожењен Зрењанинком, Душанком Межнар, правницом.
Иванова деца су образовани и креативни људи: син Милош је позоришни редитељ а кћерка Александра историчар уметности.

## Каријера
Иван се школовао за глумца на Академији за позоришну уметност у Београду. Био члан Југословенског драмског позоришта у Београду. Нарочито је био ангажован у драмском програму Радио Београда, и иза себе је оставио велики број снимљених радио-драма.
На великом платну дебитовао је 1962. године у филму Прекобројна. Уз епизодне улоге у више играних филмова, глумио је и у серијама Салаш у малом риту и Вук Караџић и другим.

## Филмографија
| Год.     | Назив                                   | Улога                     |
| -------- | --------------------------------------- | ------------------------- |
| 1960.-те |                                         |                           |
| 1962.    | Прекобројна                             |                           |
| 1967.    | Терговци                                |                           |
| 1967.    | Пробисвет                               |                           |
| 1968.    | Бекство (ТВ)                            | Бајeв                     |
| 1968.    | Календар Јована Орловића (ТВ)           | Др Шулц                   |
| 1968.    | Наши синови                             |                           |
| 1969.    | Фрак из Абације                         |                           |
| 1970.-те |                                         |                           |
| 1971.    | Капетан из Кепеника                     |                           |
| 1972.    | Афера недужне Анабеле                   |                           |
| 1972.    | Девојка са Космаја                      | Луле                      |
| 1973.    | Девичанска свирка (ТВ)                  | Бартоломео                |
| 1973.    | Диогенес                                |                           |
| 1973.    | Дубравка                                |                           |
| 1974.    | Ужичка република                        | Илија                     |
| 1974.    | Димитрије Туцовић (ТВ серија)           | Триша Кацлеровић          |
| 1975.    | Сведоци оптужбе                         |                           |
| 1976.    | Озрачени                                |                           |
| 1976.    | Салаш у малом риту (филм)               | Артиљерац                 |
| 1976.    | Четири дана до смрти                    |                           |
| 1977.    | 67. састанак Скупштине Кнежевине Србије |                           |
| 1978.    | Стићи пре свитања                       | Арсен                     |
| 1978.    | Двобој за јужну пругу                   | Коста Миловановић Пeћaнaц |
| 1978.    | Повратак отписаних (ТВ серија)          | Ратко "Двокрилац'         |
| 1980.-те |                                         |                           |
| 1980.    | Бисери од песама (ТВ кратки)            |                           |
| 1980.    | Дуња                                    |                           |
| 1981.    | Песничке ведрине                        |                           |
| 1982.    | Савамала                                | Танасије Антић            |
| 1983.    | Малограђани                             |                           |
| 1985.    | Томбола                                 |                           |
| 1985.    | Црвена барака                           |                           |
| 1985.    | Случај Лазе Костића                     | Судски вештак             |
| 1986.    | Неозбиљни Бранислав Нушић (ТВ)          | Краљ Милан Обреновић      |
| 1988.    | Вук Караџић                             | Стеван Радичевић          |
| 1990.-те |                                         |                           |
| 1990.    | Колубарска битка (ТВ)                   | Вукашин Катић             |
| 1992.    | Дуга у црнини (ТВ)                      | Приповедач                |
| 1993.    | Огледало песника — Марија Чудина        | Приповедач                |
| 1993.    | Краљ линије — Слава Богојевић           | Приповедач                |
| 1993.    | Медиала — коб два мерила                | Приповедач                |
| 1999.    | Тајни пламен                            | Приповедач                |
| 2000.-те |                                         |                           |
| 2000.    | Сужањ (емисија)                         | Приповедач                |
| 2000.    | Анђео (емисија)                         | Приповедач                |
| 2000.    | Ехо (емисија)                           | Приповедач                |
| 2000.    | Стари врускавац                         |                           |
| 2000.    | Дуг из Баден Бадена (ТВ)                | Иван Александрович        |
| 2007.    | Тегла пуна ваздуха (ТВ)                 | Душан                     |
| 2008.    | Заборављени умови Србије                | Станоје Станојевић        |